# Jan Josef z Vrtby
Jan Josef starší z Vrtby (německy Johann Joseph der Ältere von Wrtby, 1669 – 14. září 1734), psal se: Wrtba, z Wrtby, byl český šlechtic, hrabě, rytíř Řádu Zlatého rouna, nejvyšší purkrabí Království českého a mecenáš umění.

## Život

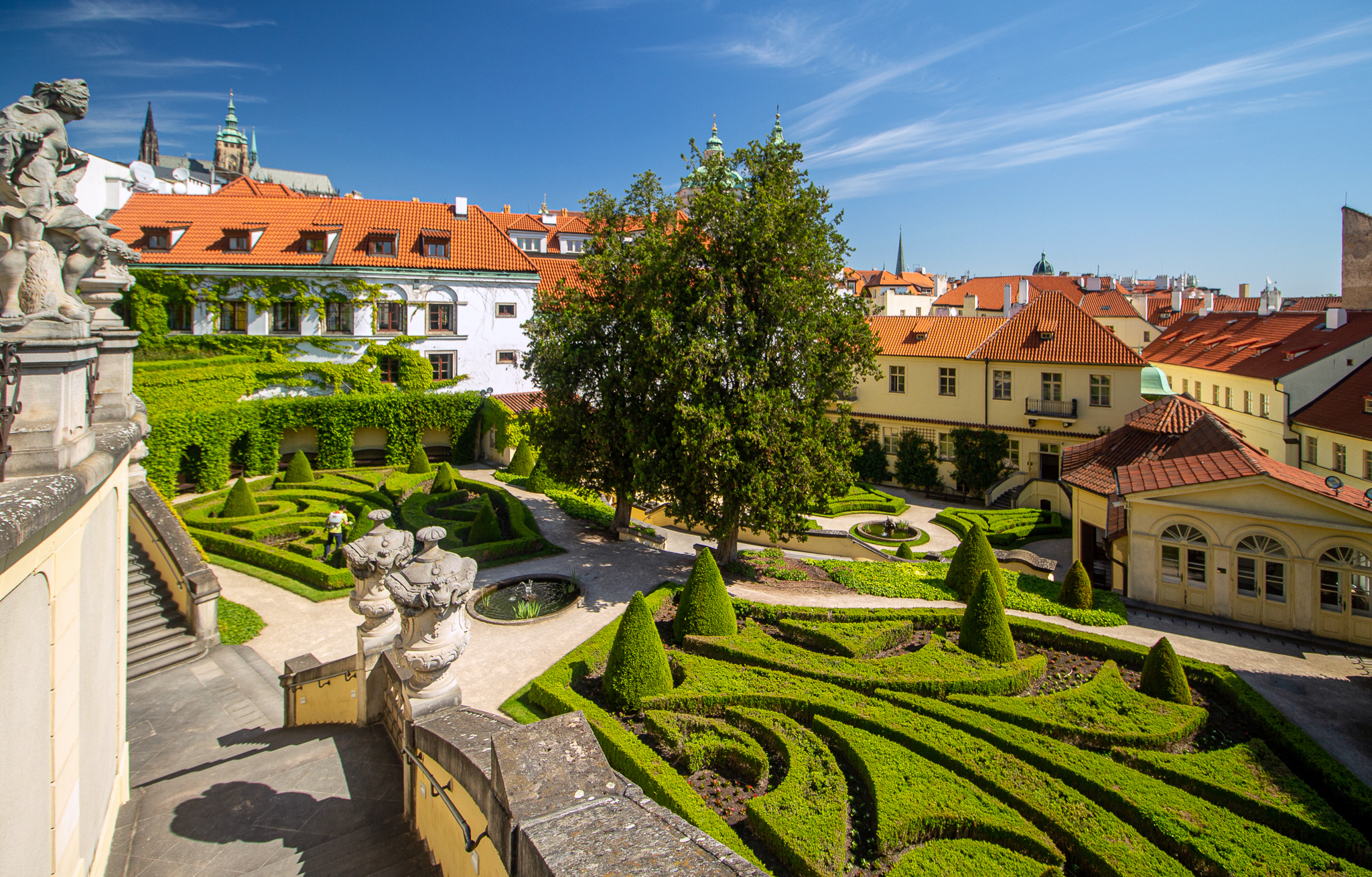
Vrtbovská zahrada, fundace Jana Josefa z Vrtby

Jan Josef hrabě z Vrtby se narodil roku 1669 jako člen šlechtického rodu pánů z Vrby, vnuk královského hofmistra Sezimy Jana z Vrtby. Jeho rodiči byli Jan František z Vrtby a jeho manželka Barbora rozená Kokořovská z Kokořova.
V  roce 1690 se oženil se svou sestřenicí Zuzanou Antonií Heussenstammovou, hraběnkou z Heissensteinu dcerou Marie Františky z Vrtby. Svatba se konala na Bezdězu a nevěsta do manželství přinesla značný pozemkový majetek. Kvůli blízkému příbuzenskému vztahu bylo ke svatbě třeba papežského dispensu, což dokazuje nakolik Jan Josef o manželství stál (to ale nemusí znamenat, že stál také o nevěstu). Manželství zůstalo bezdětné a hrabě z Vrtby se po smrti své ženy 11. února 1715 už znovu neoženil, ačkoli mu bylo teprve 46 let a byl bezdětný. Nelze tedy vyloučit, že svou manželku opravdu miloval. Po její smrti nacházel útěchu zejména v umění, oblíbil si zvláště operu. Stal se mecenášem architektů, sochařů, malířů a hudebníků. Mezi umělce, které podporoval, patřil i benátský hudební skladatel Antonio Vivaldi. Zámek Konopiště, který koupil roku 1716, kvůli své bezdětnosti odkázal synovi svého bratra Františku Václavovi z Vrtby.
Jan Josef z Vrtby byl od roku 1712 nejvyšším purkrabím Pražského hradu, roku 1721 obdržel nejvyšší habsburské vyznamenání, když byl jmenován rytířem Řádu zlatého rouna, byl prezidentem apelačního soudu a roku 1723 získal úřad dědičného pokladníka Českého království. Ve své době byl nejmocnějším mužem Českého království.
Ke zděděné části obce Horní Nusle přikoupil Nusle Dolní a na místě dnešního náměstí Bratří Synků a nuselské ulice Na Zámecké vystavěl jednopatrový zámek, který byl zbořen na konci 19. století. Z jeho popudu byl poblíž založen i dosud stojící Nuselský pivovar.
Ihned po jmenování do čela české politické reprezentace roku 1712, zahájil velkorysou přestavbu rodového paláce na pražské Malé Straně spojenou především s výstavbou přilehlé zahrady na úpatí Petřína, dnes známou jako Vrtbovská zahrada. Hrabě realizací pověřil jedny z nejlepších českých umělců své doby, především architekta Františka Maxmiliána Kaňku, sochaře Matyáše Bernarda Brauna a malíře Václava Vavřince Reinera. Stavební práce v zahradě byl dokončeny k roku 1720, malířská a sochařská výzdoba byla doplňována v následujících letech a snad byla hotová k příležitosti korunovace Karla VI. českým králem.
Hrabě Jan Josef byl také donátorem 2. kaple poutní cesty od pražské Lorety do kláštera v Hájku. Kaple byly stavěny v letech 1720–1724.
Zemřel 14. září (nebo 14. srpna) roku 1734.